# Tarte tropézienne

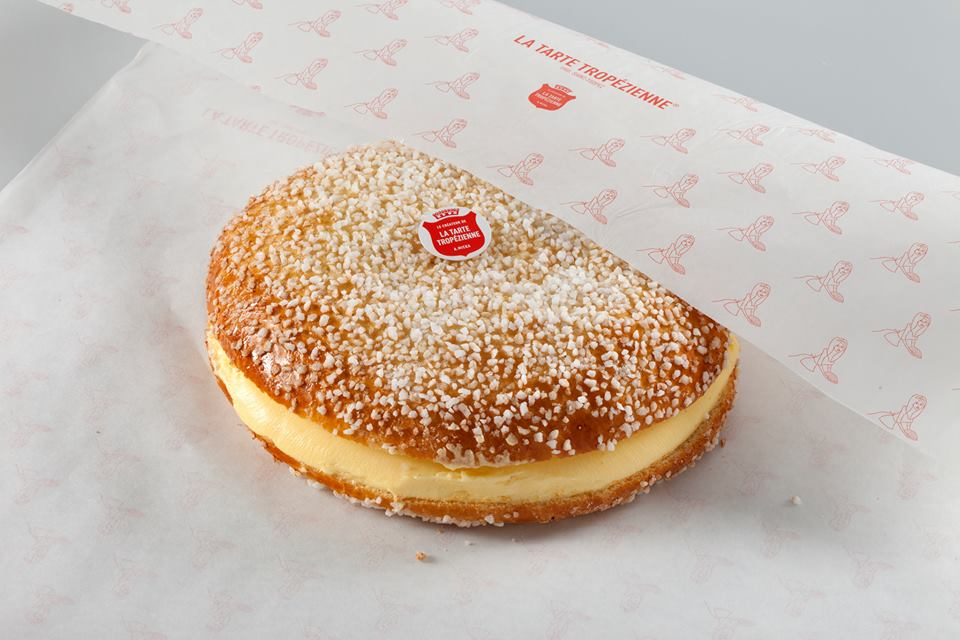
Tarte tropézienne

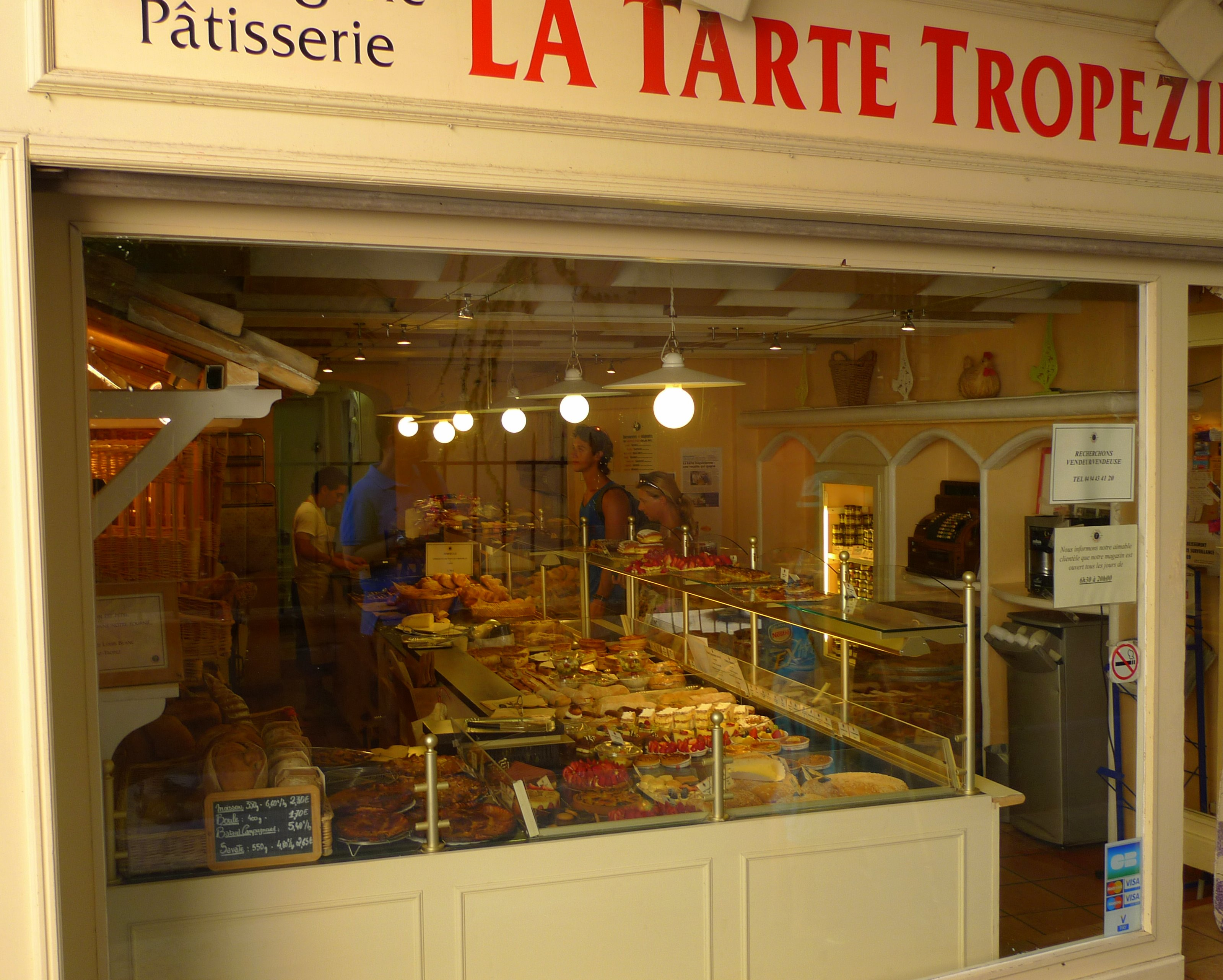
Původní Mickova pekárna v Saint-Tropez

Tarte tropézienne (v překladu tropézský koláč), též la tarte de Saint-Tropez, je dezert sestávající z rozpůlené briošky ochucené pomerančovým květem a posypané krystalovým cukrem, plněný směsí dvou krémů – hustého cukrářského krému (crème pâtissière) a máslového krému. Vytvořil jej v roce 1955 polský cukrář Alexandre Micka, majitel cukrárny v Saint-Tropez. V Saint-Tropez je považován za regionální specialitu.
Český zákusek pražský koláč je velmi podobný tartu tropézienne. Není ovšem známo, který z těchto dvou zákusků vznikl jako první, případně je-li mezi nimi nějaká spojitost.

## Historie
Alexandre Micka emigroval z Polska do Francie v roce 1945, po skončení druhé světové války. První tarte tropézienne údajně připravil v roce 1952, vycházel přitom podle svých slov z receptu od své polské babičky. V roce 1955 si otevřel pekárnu v Saint-Tropez, kde začal tarte tropézienne prodávat.
Herečka Brigitte Bardot si během natáčení filmu A Bůh stvořil ženu v Saint-Tropez tento dezert oblíbila a právě ona údajně navrhla název tarte tropézienne, který si Micka v roce 1973 zaregistroval jako ochrannou známku. Původní Mickův recept je držen v tajnosti a znají ho jen jeho dědicové.
Originální tarte tropézienne se podává jen v původní Mickově pekárně a jejích pobočkách, některé ostatní pekárny nicméně vytvářejí zákusky originální dezert napodobující.